# Macrobrachium atabapense
Macrobrachium atabapense är en kräftdjursart som beskrevs av Pereira 1986. Macrobrachium atabapense ingår i släktet Macrobrachium och familjen Palaemonidae. Inga underarter finns listade i Catalogue of Life.